# Функція Гаусса

Нормована Гауссова крива з математичним сподіванням μ і дисперсією σ^{2}. Відповідні параметри є a = 1/(σ√(2π)), b = μ, c = σ

У математиці функцією Гаусса (на ім‘я Карла Фрідріха Гаусса) є функція, що виражається залежністю
{\displaystyle f(x)=ae^{-{(x-b)^{2} \over 2c^{2}}}}
для дійсних чисел константа a > 0, b, c > 0, і e ≈ 2,718281828 (число Ейлера).
Графік функції Гаусса є характерною симетричною кривою у формі дзвону, що швидко спадає на нескінченності. Параметр a є висотою піку кривої, b є позицією центру, і c контролює ширину «дзвону».
Функцію Гаусса широко вживають в:
- Статистиці, де вона описує нормальний розподіл;
- Обробці сигналу, де нею розраховують фільтри Гаусса, в обробці зображень, де двовимірний гаусіан використовується для гаусового розмивання;
- Фізиці, де функцію вживано для розв'язку рівняння теплопровідності і рівняння дифузії;
- Математиці, щоб означити перетворення Вейєрштрасса[en].

## Властивості
Гауссова функція виникає, коли діють експоненційною функцією на квадратичну функцію. Гауссова функція є такою, що її логарифм дає квадратичну функцію.
Через параметр c можна виразити ширину піку (FWHM) на половині його висоти згідно з формулою: {\displaystyle \mathrm {FWHM} =2{\sqrt {2\ln 2}}\ c=2,35482...\cdot c.}
Гауссова функція є аналітичною, і її границя при x → ±∞ є 0.
Визначений інтеграл від гауссової функції дає функцію помилок
{\displaystyle \operatorname {erf} (x)={\frac {2}{\sqrt {\pi }}}\int \limits _{0}^{x}e^{-t^{2}}dt.}
Визначений інтеграл з нескінченними границями має властивість
{\displaystyle \int \limits _{-\infty }^{\infty }e^{-x^{2}}\,dx={\sqrt {\pi }}}
Цей інтеграл рівний 1 тоді і тільки тоді, коли a = 1/(c√(2π)), і в цьому випадку гаусіан є щільністю нормального розподілу випадкової величини з математичним очікуванням μ = b і дисперсією σ2 = c2.
При перетворенні Фур'є функції Гаусса з параметрами a, b = 0 і c отримуємо іншу функцію Гаусса, з параметрами ac, b = 0 і 1/c. Отже, як частковий випадок, функція Гаусса з b = 0 і c = 1 є інваріантом щодо перетворення Фур'є (вони є власними функціями перетворення Фур'є з власним значенням 1).
Згортка двох гаусіанів є також гаусіаном, із відхиленням c, що рівне середньому квадратичному відхилень тих двох гаусіанів, {\displaystyle c={\sqrt {c_{1}^{2}+c_{2}^{2}}}}.

## Двовимірна функція Гаусса

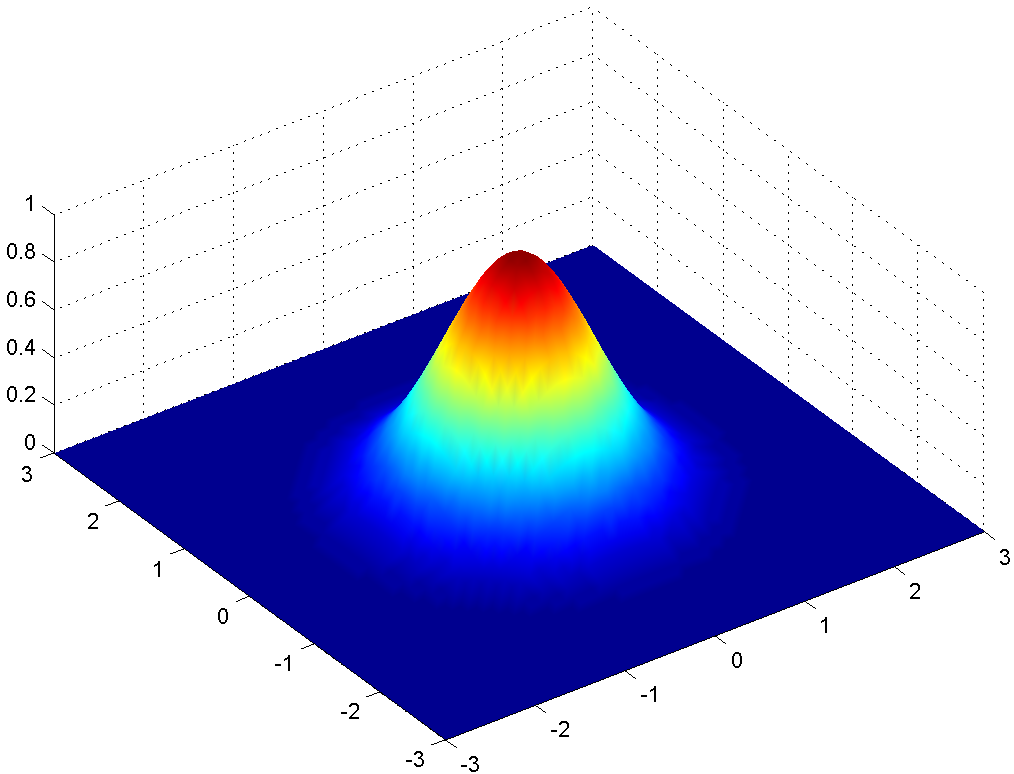
Графік функції Гаусса означеної на двовимірній множині

Частковим прикладом формули двовимірної функції Гаусса є
{\displaystyle f(x,y)=Ae^{-\left({\frac {(x-x_{o})^{2}}{2\sigma _{x}^{2}}}+{\frac {(y-y_{o})^{2}}{2\sigma _{y}^{2}}}\right)}.}
Тут коефіцієнт A називається амплітудою, xo,yo визначає центр і σx, σy визначають «силу розмиття» в напрямку x і y. Фігура ліворуч утворена при A = 1, xo = 0, yo = 0, σx = σy = 1.
Загалом двовимірна гаусова функція описується як
{\displaystyle f(x,y)=Ae^{-\left(a(x-x_{o})^{2}+2b(x-x_{o})(y-y_{o})+c(y-y_{o})^{2}\right)}}
Де матриця
{\displaystyle \left[{\begin{matrix}a&b\\b&c\end{matrix}}\right]}
є додатно визначеною.
Використовуючи це формулювання, графік ліворуч може бути побудований при параметрах: A = 1, (xo, yo) = (0, 0), a = c = 1, b = 0.